# Episodi di Casa dolce casa (prima stagione)
La prima stagione della sitcom italiana Casa dolce casa è andata in onda su Canale 5 a partire dal 16 settembre 1991. La sitcom ha ottenuto nella sua prima stagione una media di 3.512.000 spettatori, con uno share superiore al 16%. la puntata più seguita è stata quella trasmessa il 10 dicembre 1991, con una media di 4.449.000 spettatori ed uno share del 18.07%. 
| nº | Titolo                             | Prima TV Italia   |
| -- | ---------------------------------- | ----------------- |
| 1  | Il critico d'arte                  | 16 settembre 1991 |
| 2  | La sorella di papà                 | 23 settembre 1991 |
| 3  | Camera oscura                      | 30 settembre 1991 |
| 4  | Una giornata con...                | 1992              |
| 5  | Piccoli figli crescono             | 1992              |
| 6  | Un certo Filippo                   | 1992              |
| 7  | Studio cercasi                     | 1992              |
| 8  | La mazzetta                        | 1992              |
| 9  | Una colf in regalo                 | 1992              |
| 10 | Un regista in carriera             | 1992              |
| 11 | Divorzio alla Bonetti              | 1992              |
| 12 | L'inserzione                       | 1992              |
| 13 | Questo matrimonio non s'ha da fare | 1992              |
| 14 | Se ci sei batti un colpo           | 1992              |
| 15 | Topo d'appartamento                | 1992              |
| 16 | Un autore "di peso"                | 1992              |
| 17 | L'offerta migliore                 | 14 gennaio 1992   |
| 18 | L'uomo invisibile                  | 1992              |
| 19 | Gli orecchioni                     | 1992              |
| 20 | Hong Kong, eccoci!                 | 1992              |

## Il critico d'arte
Marco si diletta a realizzare quadri e, grazie all'aiuto di un amico riesce ad ottenere la visita di  Marini, un noto critico d'arte. Mentre si prepara per presentare al meglio i propri quadri arriva Chiara, intenzionata a far conoscere al padre il suo nuovo ragazzo. Caso vuole che Marco confonda il ragazzo della figlia per il critico d'arte ed in critico Marino per il fidanzato di Chiara creando tutta una serie di equivoci. Una volta chiarite le incomprensioni, Marini non apprezza assolutamente le opere di Marco: in quel momento entra Sofia con un'opera da lei appena creata che piace immediatamente al critico al punto da acquistarla per una grossa cifra...

## La sorella di papà
Marco è stato scelto come candidato alle elezioni di quartiere e, lusingato della cosa, decide di parlarne con la moglie Sofia: la reazione della donna, indaffarata a confezionare abiti per la sua nuova attività di sartoria, non è quella che Marco di aspettava; come se non bastasse la casa è completamente invasa da abiti e macchine per la cucitura. Marco è molto preoccupato, vuole presentarsi al meglio al responsabile del partito politico per il quale s'è candidato e volendo che la moglie liberi la casa quanto prima, decide di provare, con tanto di trucco e parrucca, uno degli abiti a cui Sofia sta lavorando per conto di una cliente; mentre è impegnato in questa strana attività la moglie deve assentarsi di corsa, promettendo al marito che sarebbe rientrata in pochi minuti. Proprio in questi pochi minuti, però, giunge in anticipo il capo del partito politico: Marco scoperto vestito da donna, si finge come la sorella di Marco e trattenuta dall'uomo, inizia ad elogiare il marito. Tutti sembrava andare bene, anche grazie all'arrivo di moglie e figli che assecondano Marco ma…

## L'offerta Migliore
Marco è impegnato in una estenuante maratona televisiva: una emittente locale lo ha infatti coinvolto in un'asta in diretta per vendere alcuni dei suoi capolavori artistici. Per non deludere le attese del genio incompreso, tutta la famiglia e il portiere Pietro si mobilitano al telefono per giocare al rialzo, una volta spente le telecamere, iniziano però i problemi.